# مطار الفطيسي
مطار الفطيسي هو مطار خاص يقع على جزيرة الفطيسي، الإمارات العربية المتحدة.
المطار مملوك ويدار من قبل حمد بن حمدان آل نهيان.